# Paul D. Clement
Pour les articles homonymes, voir Clément.
Pour le pseudonyme de l'écrivain et pour l'entraineur, voir Jacques-Pierre Amette et Paul Clement (football).
Paul Drew Clement, né le 24 juin 1966 à Cedarburg (Wisconsin), est un homme politique, juriste et avocat américain. 
Membre du  Parti républicain, il est avocat général des États-Unis entre 2005 et 2008 et procureur général par intérim en 2007 dans l'administration du président George W. Bush.

## Biographie
Il est avocat général des États-Unis (Solicitor General), nommé par George W. Bush, du 14 mars 2005 (confirmé par le Sénat, le 8 juin et entré en fonction le 13 juin) au 27 août 2007 et au nouveau du 18 septembre 2007 au 18 juin 2008.
Le 27 août 2007, il est nommé procureur général des États-Unis par intérim en remplacement d'Alberto Gonzales, démissionnaire jusqu'au 18 septembre 2007.
Il démissionne fin mai 2007 de son poste de Solicitor General, l'arrêt de ses fonctions ayant lieu le 2 juin 2008, et devint visiting professor à la faculté de droit de l'université de Georgetown. Le 20 novembre 2008 il rejoint la firme d'avocats King & Spalding (en), et défend ainsi la National Rifle Association (NRA) devant la Cour suprême, le 2 mars 2010 (McDonald v. Chicago (en)). Il défend aussi des joueurs de la NBA lors de la grève de 2011, puis est engagé en avril 2011 par les républicains pour défendre le Defense of Marriage Act. Il quitte alors King & Spalding quand la firme se retire de cette affaire afin de continuer à plaider, et rejoint Bancroft PLLC (en), une plus petite firme dirigée par Viet D. Dinh (en), l'un des artisans du Patriot Act et United States Assistant Attorney General (en) de 2001 à 2003, sous Bush.
En mars 2012, il est de nouveau devant la Cour suprême, plaidant pour 10 États opposés au Patient Protection and Affordable Care Act, la réforme de santé initiée par Obama. Le mois suivant, il y est de nouveau, cette fois-ci pour plaider la cause de l'Arizona dans la loi sur les migrants dite Arizona SB 1070.